# Слатка Ерменгарда
„Слатка Ерменгарда” (енгл. Sweet Ermengarde) је комична приповетка коју је амерички писац Хауард Филипс Лавкрафт написао под псеудонимом „Перси Симпл” између 1919. и 1921. године; проучаваоци Лавкрафта наводе да је ово „једино пишчево дело фикције које се не може прецизно датирати”. Први пут је објављена у колекцији С ону страну сна (1943).

## Синопис
Прича је пародија на љубавне мелодраме, усредсређена на Етил Ерменгарду Стабс и њене везе са злобним носиоцем хипотеке Хардманом, ишчекиваним спасиоцем Џеком Менлијем и вереником Алџерноном Реџиналдом Џоунсом.

## Пријем
Енциклопедија Х. Ф. Лавкрафта описује ову причу (заједно са приповеткама „Сећање на др Самјуела Џонсона” и „Ибид”) као једну од Лавкрафтових „комичних драгуља”. Енциклопедија такође сугерише да је прецизнија мета ове Лавкрафтове сатире био писац Фред Џексон, чији романи често „имају управо ону врсту невероватности заплета и сентименталности радње која се пародира у 'Слаткој Ерменгарди'.”